# Наркевицька селищна рада
Наркевицька се́лищна ра́да — адміністративно-територіальна одиниця та орган місцевого самоврядування в Волочиському районі Хмельницької області. Адміністративний центр — селище міського типу Наркевичі.

## Загальні відомості
- Територія ради: 22,206 км²
- Населення ради: 2 752 особи (станом на 2001 рік)
- Територією ради протікає річка Мшанець

## Історія
Хмельницька обласна рада рішенням від 28 січня 2009 року у Волочиському районі перейменувала Ясненську селищну раду на Наркевицьку.

## Населені пункти
Селищній раді підпорядковані населені пункти:
- смт Наркевичі
- с. Юхимівці

## Склад ради
Рада складається з 20 депутатів та голови.
- Голова ради: Кондратюк Василь Миколайович

### Депутати
За результатами місцевих виборів 2010 року депутатами ради стали:

#### За суб'єктами висування
| Суб'єкт висування | Кількість обраних депутатів | %  |
| ----------------- | --------------------------- | -- |
| Самовисування     | 17                          | 85 |
| Народна партія    | 3                           | 15 |

#### За округами
| № округу       | Прізвище, ім'я, по батькові     | Дата визнання обраним | Освіта             | Партійна приналежність | Відомості про обраного депутата                                             |
| -------------- | ------------------------------- | --------------------- | ------------------ | ---------------------- | --------------------------------------------------------------------------- |
| Народна Партія |                                 |                       |                    |                        |                                                                             |
| 1              | Козак Тетяна Михайлівна         | 01.11.2010            | вища               | позапартійна           | Наркевицька селищна рада, секретар                                          |
| 13             | Ящук Василь Ігорович            | 01.11.2010            | середня            | позапартійний          | м. Хмельницький, електромонтажник                                           |
| 18             | Красій Валерій Володимирович    | 01.11.2010            | вища               | позапартійний          | ВПАФ «Нива-Агро-К», директор                                                |
| Самовисування  |                                 |                       |                    |                        |                                                                             |
| 2              | Машталер Алла Дмитрівна         | 01.11.2010            | вища               | позапартійна           | Наркевицька загальноосвітня школа І-ІІІ ст., вчитель                        |
| 3              | Павлюк Інна Олегівна            | 01.11.2010            | вища               | позапартійна           | Наркевицька загальноосвітня школа І-ІІІ ст., вчитель                        |
| 4              | Сидорчук Ніна Миколаївна        | 01.11.2010            | середня спеціальна | позапартійна           | Наркевицька міська лікарня, медична сестра                                  |
| 5              | Цибрій Анатолій Савелійович     | 01.11.2010            | середня спеціальна | позапартійний          | Наркевицький цукровий завод, начальник цеху механізації                     |
| 6              | Антонюк Микола Петрович         | 01.11.2010            | середня            | позапартійний          | Наркевицький цукровий завод, комірник складу                                |
| 7              | Костюшко Віктор Вікторович      | 01.11.2010            | середня            | позапартійний          | Жмеринська дирекція залізничних перевезень ст. Гречани, старший приймальник |
| 8              | Лигун Сергій Олександрович      | 01.11.2010            | середня спеціальна | позапартійний          | Наркевицький ККП, начальник                                                 |
| 9              | Герасімов Юрій Володимирович    | 01.11.2010            | середня спеціальна | позапартійний          | ВАТ « Хмельницькгаз», слюсар                                                |
| 10             | Ямчур Оксана Олександрівна      | 01.11.2010            | середня спеціальна | позапартійна           | , продавець                                                                 |
| 11             | Вороніста Наталія Анатоліївна   | 01.11.2010            | вища               | позапартійна           | Наркевицький дитячий садок, завідувачка                                     |
| 12             | Петрук Ніна Іванівна            | 01.11.2010            | середня спеціальна | позапартійна           | Наркевицький дитячий садок, техпрацівник                                    |
| 14             | Сапожнік Павло Петрович         | 01.11.2010            | вища               | позапартійний          | приватне підприємство                                                       |
| 15             | Боярчук Ірина Анатоліївна       | 01.11.2010            | середня спеціальна | позапартійна           | Хмельницька взуттєва фабрика                                                |
| 16             | Боярчук Юлія Миколаївна         | 01.11.2010            | вища               | позапартійна           | Юхимовецька загальноосвітня школа І-ІІ ст., вчитель                         |
| 17             | Боярчук Оксана Михайлівна       | 01.11.2010            | середня спеціальна | позапартійна           | Наркевицьке кооперативне підприємство, директор                             |
| 19             | Брилко Володимир Йосипович      | 01.11.2010            | вища               | позапартійний          | ВПАФ «Нива- Агро-К», завідувач складу                                       |
| 20             | Кульбабчук Галина Володимирівна | 01.11.2010            | вища               | позапартійна           | Юхимовецька загальноосвітня школа І-ІІ ст., вчитель                         |